# Sziú nyelvcsalád

Az sziú-katauba nyelvek elterjedése a fehér hódítók megjelenése előtt Észak-Amerikában.

A sziú nyelvcsaládba (angol: Siouan languages) Észak-Amerika középső részén beszélt 17 nyelv tartozik. A valamivel bővebb sziú-katauba nyelvcsalád (angol: Siouan-Catawban languages) 19 nyelvet foglal magába és 2 fő ágra osztható.
I. Sziú nyelvek (nyugati sziú, valódi sziú)
1. Manda nyelv
A. Missouri (ill. varjú-hidatsza)
2. Varjú nyelv (Crow, abszaróka)
3. Hidatsza
B. Mississippi völgy (központi sziú)
- Dakota nyelvek (sziú-assziniboin-sztóni)
4. Sziú nyelv (lakota, dakota)
5. Assziniboin nyelv
6. Sztóni nyelv
- Csivere-vinebégó nyelvek
7. Csivere (ill. Iowa-Otoe-Missouri törzsek)
8. Vinebégó nyelv
- Degiha nyelvek
9. Omaha-Ponka nyelv
10. Kansza-oszage
11. Kvapa (†)
C. Ohio völgy (délkeleti sziú)
- Virginiai sziú
12. Tutelo (†)
13. Szaponi (†)
14. Monakan (v. moniton) (†)
15. Okkanicsi (†)
- Mississippi sziú (ofo-biloxi)
16. Biloxi (†)
17. Ofo nyelv (†)
II. Katauba nyelvek (keleti sziú) (†)
18. Vokon (Woccon) (†)
19. Katauba (†)
A kvapa, szaponi, biloxi, ofo, vokon és katauba nyelvek mára kihaltak (†).

## Fordítás
- Ez a szócikk részben vagy egészben  a   Siouan-Catawban_languages című angol Wikipédia-szócikk fordításán alapul.  Az eredeti cikk szerkesztőit annak laptörténete sorolja fel. Ez a jelzés csupán a megfogalmazás eredetét és a szerzői jogokat jelzi, nem szolgál a cikkben szereplő információk forrásmegjelöléseként.

## Külső hivatkozások
- http://vmek.oszk.hu/02000/02057/02057.pdf – A Föld népei és nyelvei nagyobb térségek szerint
- http://szofejto.blog.hu/2009/09/27/forrasok_szotargyujtemenyek – sziú nyelvek szótárai.
- http://www.inext.cz/siouan/ – assziniboin, lakota, dakota szövegek és hangminták.